# Pityriasis
Pityriasis (Griechisch πίτυρον Kleie) beschreibt die (Ab-)Schuppung der Haut.

## Klassifikation
Unterformen
- Pityriasis alba
- Pityriasis lichenoides chronica
- Pityriasis lichenoides et varioliformis acuta
- Pityriasis rosea
- Pityriasis circinata
- Pityriasis rubra pilaris
- Pityriasis versicolor
- Schuppen, historisch als Pityriasis capitis bezeichnet

## Weiterführendes
- Desquamation (Dermatologie)
- Dermatose